# カンソ
カンソ（canso または canço）は、トルバドゥールが使った歌のスタイル。

## 概略
最初のスタンザは「序文」で、作者が自分の意図を説明する。歌の本文は以降の行にあり、通常、序文との様々な関係を引き出す。最後はトルナーダかアンヴォワのどちらで終わる。この部分では普通、何らかの解決がもたらされる。1つ以上のトルナーダが含まれるカンソもある。